# Amusement Park
«Amusement Park» — второй сингл американского рэпера 50 Cent с его третьего студийного альбома Curtis.

## О сингле
Премьера видеоклипа состоялась на сайте Yahoo! 16 мая. Режиссёр: Бенни Бум. Песня содержит множество упоминаний об аттракционах, сексуальных метафор.
По слухам, инструментал сначала должен был отойти Джиму Джонс (трек «Your Majesty» с микстейпа DJ Drama). Dangerous LLC отрицал это, объяснив все вероятным преждевременным попаданием трека в сеть. Позже куплет Джонса добавили к оригиналу, чтобы сделать ремикс.

## Список композиций
| # | Название                                   | Время |
| - | ------------------------------------------ | ----- |
| 1 | «Amusement Park (edited version)»          | 3:08  |
| 2 | «Amusement Park (album version)»           | 3:08  |
| 3 | «Amusement Park (instrumental version)»    | 3:08  |
| 4 | «Amusement Park (a cappella version)»      | 2:42  |
| 5 | «Fully Loaded Clip (edited version)»       | 3:14  |
| 6 | «Fully Loaded Clip (album version)»        | 3:14  |
| 7 | «Fully Loaded Clip (instrumental version)» | 3:14  |
| 8 | «Fully Loaded Clip (a cappella version)»   | 2:50  |

## Чарты
| Чарт (2007)                                   | Пик позиции |
| --------------------------------------------- | ----------- |
| US Bubbling Under Hot 100 Singles (Billboard) | 21          |
| US Hot R&B/Hip-Hop Songs (Billboard)          | 36          |
| US Rap Songs (Billboard)                      | 17          |